# Pulau Unum
Pulau Unum est une île située dans le Sud-Est de l'île principale de Singapour.

## Géographie
Elle s'étend sur une longueur d'environ 3,7 km pour une largeur approximative maximale de 720 m mais une longue bande d'uniquement 80 m.